# Copa Rio Grande do Sul de Futebol Sub-20 de 2019
A Copa Rio Grande do Sul de Futebol Sub-20 de 2019, oficialmente chamada de IV Copa Internacional Ipiranga Sub-20 de 2019 por motivos de patrocínios, foi a décima quarta edição desta competição organizada pela Federação Gaúcha de Futebol, a quarta denominada "Copa Rio Grande do Sul". Esta edição foi disputada entre os dias 30 de novembro e 15 de dezembro por equipes nacionais, da América Latina e da Europa.
O Grêmio derrotou o Vasco da Gama pelo placar mínimo e conquistou o terceiro título do torneio, o primeiro após a mudança de nome.

## Participantes
Esta edição foi disputada por vinte equipes participantes e, assim como as edições anteriores, equipes convidadas dos demais países da América Latina participaram do torneio. Desfalcada de cinco clubes brasileiros, incluindo os tricampeões Cruzeiro e São Paulo, o número de equipes estrangeiras aumentou. Hammarby e Midtjylland se tornaram os primeiros europeus que participaram da competição.

## Primeira fase
A primeira fase do torneio foi disputada pelas vinte equipes participantes, que foram divididas em quatro grupos com cinco cada. Essa fase foi composta por confrontos dentro dos grupos em turno único. No final, as duas melhores equipes de cada grupo se classificaram para a próxima fase. Além disso, foi adotado os seguintes critérios de desempates durante a fase:
- Maior número de vitórias;
- Melhor saldo de gols simples;
- Maior número de gols pró;
- Confronto direto (quando o empate ocorrer apenas entre dois clubes);
- Menor número de cartões vermelhos;
- Menor número de cartões amarelos;
- Sorteio.

## Fase final
A fase final do torneio, engloba as fases de quartas-de-final, semifinais e a final. Participaram as oito equipes classificadas da fase anterior, os confrontos foram realizados em jogo único.
|  | Quartas-de-final     | Quartas-de-final     |               |   | Semifinal | Semifinal |  |  | Final | Final |
|  |                      |                      |               |   |           |           |  |  |       |       |
|  |                      |                      |               |   |           |           |  |  |       |       |
|  |                      |                      |               |   |           |           |  |  |       |       |
|  | River Plate          | 2                    |               |   |           |           |  |  |       |       |
|  | River Plate          | 2                    |               |   |           |           |  |  |       |       |
|  | Internacional        | 1                    |               |   |           |           |  |  |       |       |
|  | Internacional        | 1                    | River Plate   | 1 |           |           |  |  |       |       |
|  |                      |                      | River Plate   | 1 |           |           |  |  |       |       |
|  |                      | Vasco da Gama        | 2             |   |           |           |  |  |       |       |
|  | Vasco da Gama        | Vasco da Gama        | 2             | 2 |           |           |  |  |       |       |
|  | Vasco da Gama        |                      |               | 2 |           |           |  |  |       |       |
|  | Independiente        | 1                    |               |   |           |           |  |  |       |       |
|  | Independiente        | 1                    | Vasco da Gama | 0 |           |           |  |  |       |       |
|  |                      |                      | Vasco da Gama | 0 |           |           |  |  |       |       |
|  |                      | Grêmio               | 1             |   |           |           |  |  |       |       |
|  | Atlético Nacional    | Grêmio               | 1             | 0 |           |           |  |  |       |       |
|  | Atlético Nacional    |                      |               | 0 |           |           |  |  |       |       |
|  | Grêmio               | 2                    |               |   |           |           |  |  |       |       |
|  | Grêmio               | 2                    | Grêmio        | 1 |           |           |  |  |       |       |
|  |                      |                      | Grêmio        | 1 |           |           |  |  |       |       |
|  |                      | Athletico Paranaense | 0             |   |           |           |  |  |       |       |
|  | Athletico Paranaense | Athletico Paranaense | 0             | 2 |           |           |  |  |       |       |
|  | Athletico Paranaense |                      |               | 2 |           |           |  |  |       |       |
|  | América de Cali      | 1                    |               |   |           |           |  |  |       |       |
|  | América de Cali      | 1                    |               |   |           |           |  |  |       |       |

### Quartas-de-final
| 10 de dezembro | Atlético Nacional | 0 – 2     | Grêmio                    | SESC Protásio Alves, Porto Alegre |
| 16:00 (UTC−3)  |                   | Relatório | Fabrício 1' · Jorge 90+2' | Árbitro: Daniel Bins              |

| 10 de dezembro | River Plate                | 2 – 1     | Internacional | SESC Protásio Alves, Porto Alegre |
| 21:30 (UTC−3)  | Aguirre 40' · Castillo 46' | Relatório | César 11'     | Árbitro: Leandro Pedro Vuaden     |

| 11 de dezembro | Athletico Paranaense | 2 – 1     | América de Cali | Estádio Homero Soldatelli, Flores da Cunha |
| 19:00 (UTC−3)  | Kawan 2' · Lucas 7'  | Relatório | Hinestroza 51'  | Árbitro: Anderson Daronco                  |

| 11 de dezembro | Vasco da Gama 2'               | 2 – 1     | Independiente | Estádio Homero Soldatelli, Flores da Cunha |
| 21:30 (UTC−3)  | Laranjeira 73' · Miranda 90+3' | Relatório | Martinez 2'   | Árbitro: Roger Goulart                     |

### Semifinais
| 13 de dezembro | River Plate         | 1 – 2     | Vasco da Gama               | Estádio Universitário da PUCRS, Porto Alegre |
| 19:00 (UTC−3)  | Girotti Bonazza 71' | Relatório | Laranjeira 41' · Luan 90+4' | Árbitro: Daniel Bins                         |

| 13 de dezembro | Grêmio     | 1 – 0     | Athletico Paranaense | Estádio Universitário da PUCRS, Porto Alegre |
| 21:30 (UTC−3)  | Robert 37' | Relatório |                      | Árbitro: Leandro Pedro Vuaden                |

### Final
| 15 de dezembro | Vasco da Gama | 0 – 1     | Grêmio      | Estádio Universitário da PUCRS, Porto Alegre |
| 16:00 (UTC−3)  |               | Relatório | Léo Chú 45' | Árbitro: Anderson Daronco                    |

| Vasco | Grêmio |

## Premiação
| Copa Rio Grande do Sul de Futebol Sub-20 de 2019 |
| Brasil                                           |
| ------------------------------------------------ |
| Grêmio Campeão (1..º título)                     |